# Explozia de la Petromidia (2021)

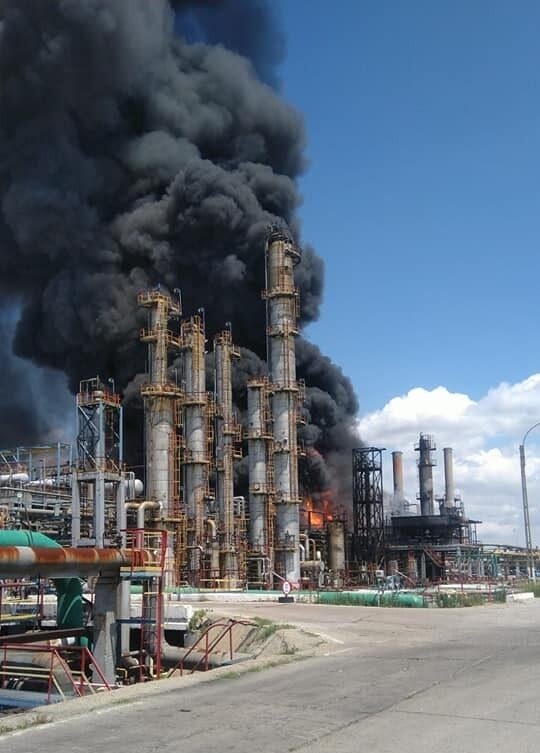
Explozia de la Petromidia la 13:36

Explozia de la rafinăria Petromidia a avut loc în orașul Năvodari, la rafinăria Petromidia a Rompetrol, pe 2 iulie 2021, la ora locală a României 13:19. Cu câteva minute în urma exploziei a fost un incendiu. Fumul toxic al incendiului a fost împins spre orașul Năvodari și localitățile înconjurătoare. Din cauza exploziei, au existat 6 victime (răniți).
O explozie similară la aceeași rafinărie în anul 2016 și una în anul 2023.